# Laguna El Suero

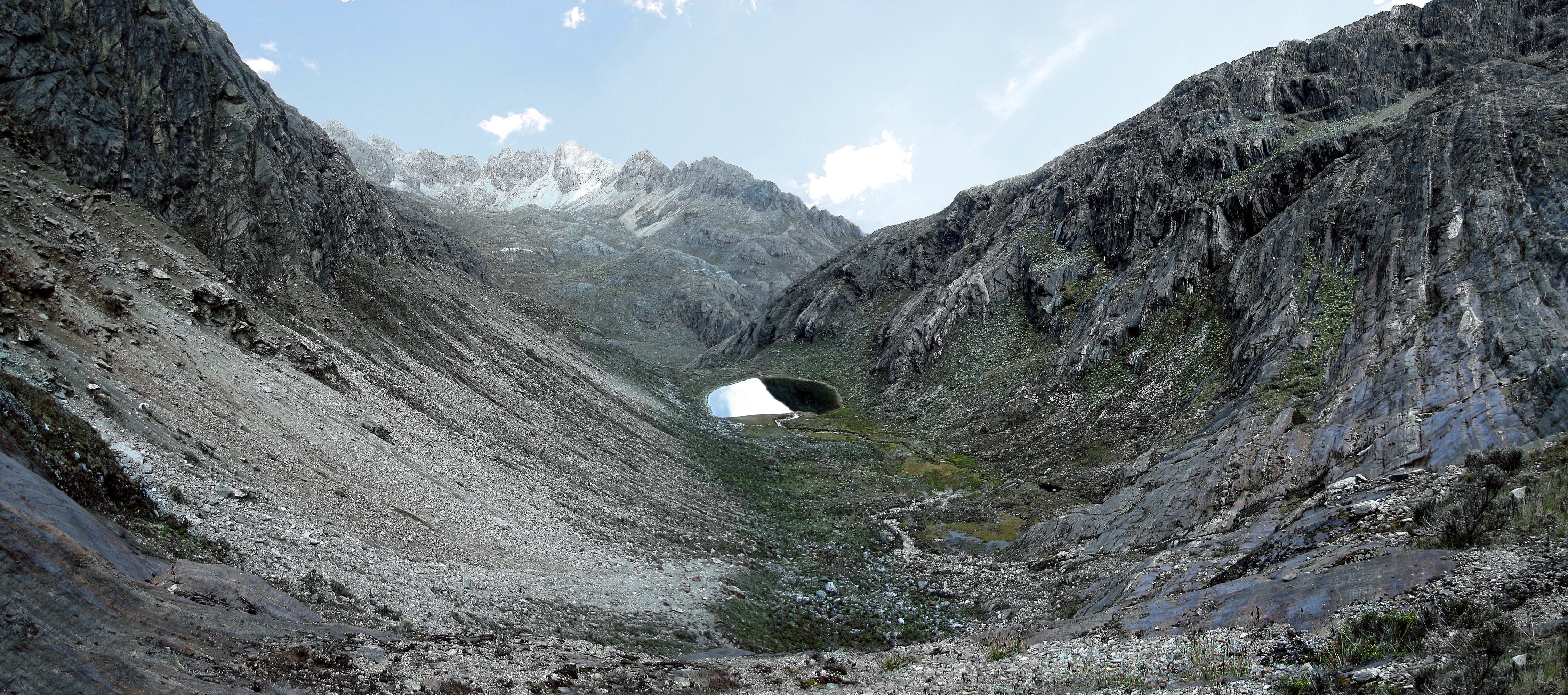
Vista de la laguna El Suero desde las Morrenas, a 4600.

La laguna El Suero es una laguna de origen glaciar localizada en las laderas de las morrenas esculpidas por el glaciar Humboldt, a 4260 m s. n. m. en el parque nacional Sierra Nevada, situado en el Estado Mérida (Venezuela).
Su formación se debe a la acumulación de agua procedente del glaciar del pico Humboldt. El agua procedente de la laguna El Suero baja lentamente hasta llegar a la Laguna Verde.
El nombre de la laguna se debe a que su forma es similar a la de un envase de suero con solución salina (en uso desde el siglo XX en los sanatorios).
Desde finales del siglo XX, su tamaño se ha reducido.

## Vegetación y fauna
El ecosistema del entorno es el propio de un páramo, con vegetación formada en gran medida por frailejones.